# Райф, Мэтт
Мэтью Стивен Райф (англ. Matthew Steven Rife, род. 10 сентября 1995, Колумбус, Огайо) — американский актёр и комик. Он известен своими специальными комедийными фильмами собственного производства «Только фанаты» (2021), «Мэттью Стивен Райф» (2023) и «Ходячий красный флаг» (2023), а также своим появлением в комедийном конкурсе «Принеси смешное».

## Биография
Мэтт Райф родился 10 сентября 1995 года в Колумбус, штат Огайо, и вырос в North Lewisburg, Ohio. Он также жил в New Albany, Ohio и Mount Vernon, Ohio. У него четверо братьев и сестер: три старшие сводные сестры и одна младшая сводная сестра. Его отец, Майкл Эрик Гуцке, покончил жизнь самоубийством, когда Райфу было 17 месяцев.

## Личная жизнь
В настоящее время Райф проживает в Лос-Анджелес, штат Калифорния. Райф недолго встречался с английской актрисой Кейт Бекинсейл в 2017 и 2018 годах. Райф упомянул в своей специальной комедии «Только фанаты» (2021), что у него клиническая депрессия и тревожное расстройство.

## Фильмография

### Телевидение
| Год       | Название                                                                          | Роль          | Примечания |
| --------- | --------------------------------------------------------------------------------- | ------------- | ---------- |
| 2014      | Вася Пупкин (Average Joe)                                                         | Дэнни         | 3 эпизод   |
| 2015-2016 | Руководство геймера практически во всем (Gamer’s Guide to Pretty Much Everything) | Дойл О’Дойл   | 2 эпизод   |
| 2016      | ДПХ: Добро пожаловать в Хоулер (WTH: Welcome to Howler)                           | Джесси        | 7 эпизод   |
| 2019      | Бруклин 9-9 (Brooklyn Nine-Nine)                                                  | Брэндон Блисс | 1 эпизод   |
| 2020      | Трудности ассимиляции (Fresh Off the Boat)                                        | Логан         | 1 эпизод   |
| 2021      | Берб Патруль Burb Patrol                                                          | Алекс         | 10 эпизод  |

### фильм
| Год  | Название                                                                                      | Роль                              | Примечания            |
| ---- | --------------------------------------------------------------------------------------------- | --------------------------------- | --------------------- |
| 2015 | Комната 236 (Room 236)                                                                        | Мэтт / Премьер Покер Клуб Орландо | [ 14 ]                |
| 2017 | На втором курсе (Sophomore Year)                                                              | Джейк Райкер                      |                       |
| 2018 | Черная тыква (Black Pumpkin)                                                                  | Вспышка                           | [ 15 ] [ 16 ]         |
| 2018 | Долг (The Debt)                                                                               | Мэтт                              | Короткий фильм        |
| 2019 | Американский тип (American Typecast)                                                          | Грабитель № 2                     | Короткий фильм        |
| 2019 | Преследуемый моим доктором: Кошмар лунатика (Stalked by My Doctor: A Sleepwalker’s Nightmare) | Лео                               | Телефильм             |
| 2021 | После масок (After Masks)                                                                     | Волк                              | Сегмент: «Победители» |
| 2021 | Лифт (The Elevator)                                                                           | Михаил                            | [ 19 ] [ 20 ]         |
| 2021 | Ссылка смерти (Death Link)                                                                    | Даррин                            | [ 21 ]                |
| 2021 | Просто проведите (Just Swipe)                                                                 | Колин                             |                       |
| 2022 | к северу от 10 (North of the 10)                                                              | Мэтт Даунс                        | [ 22 ]                |
| 2022 | Волчья гора (Wolf Mountain)                                                                   | Джеймс                            | [ 23 ]                |

### Стендап
- 2020 : ATL Comedy Arts Fest, Volume 2[24][25]
- 2021 : AMatt Rife: Only Fans[26]
- 2023 : AMatt Rife: Matthew Steven Rife[27]
- 2023 : AMatt Rife: Walking Red Flag[28]